# Oscilação quase periódica
Em astronomia de raios-X, a oscilação quase periódica (QPO), "quasi-periodic oscillation"(em inglês), é a maneira pela qual a onda de luz de raios-X de um objeto astronômico cintila em certas frequências.